# Giovanni Bellini
Giovanni Bellini zis și Giambellino (n. 1430, Veneția, Republica Veneția – d. 29 noiembrie 1516, Veneția, Republica Veneția) a fost pictor italian renascentist, reprezentant al școlii venețiene. Tatăl său a fost renumitul pictor Jacopo Bellini, iar cumnatul său - cunoscutul artist italian Andrea Mantegna. Giovanni Bellini a schimbat cu totul caracterul picturii venețiene, rupând definitiv cu stilul gotic. 

## Biografie
Tatăl pictorului, Jacopo Bellini, fost elev al lui Gentile da Fabriano (1370-1427), a fost unul dintre maeștrii picturii gotice venețiene de curte. Data nașterii lui Giovanni Bellini nu se cunoaște cu precizie, specialiștii au căzut de acord în privința anului 1430. Giovanni a fost cel de-al treilea copil al lui Jacopo, înaintea lui se născuse Nicolosia și Gentile, acesta devenind și el pictor. Giovanni, asemenea fratelui său Gentile, învață primele elemente ale picturii în atelierul tatălui său. Își încearcă talentul și în poezie, scriind câteva sonete, se consacră totuși în întregime picturii. În anul 1453,familiei Bellini i se alătură încă un pictor, Nicolosia se mărită cu Andrea Mantegna (1431-1506), care va exercita o mare influență asupra lui Giovanni.

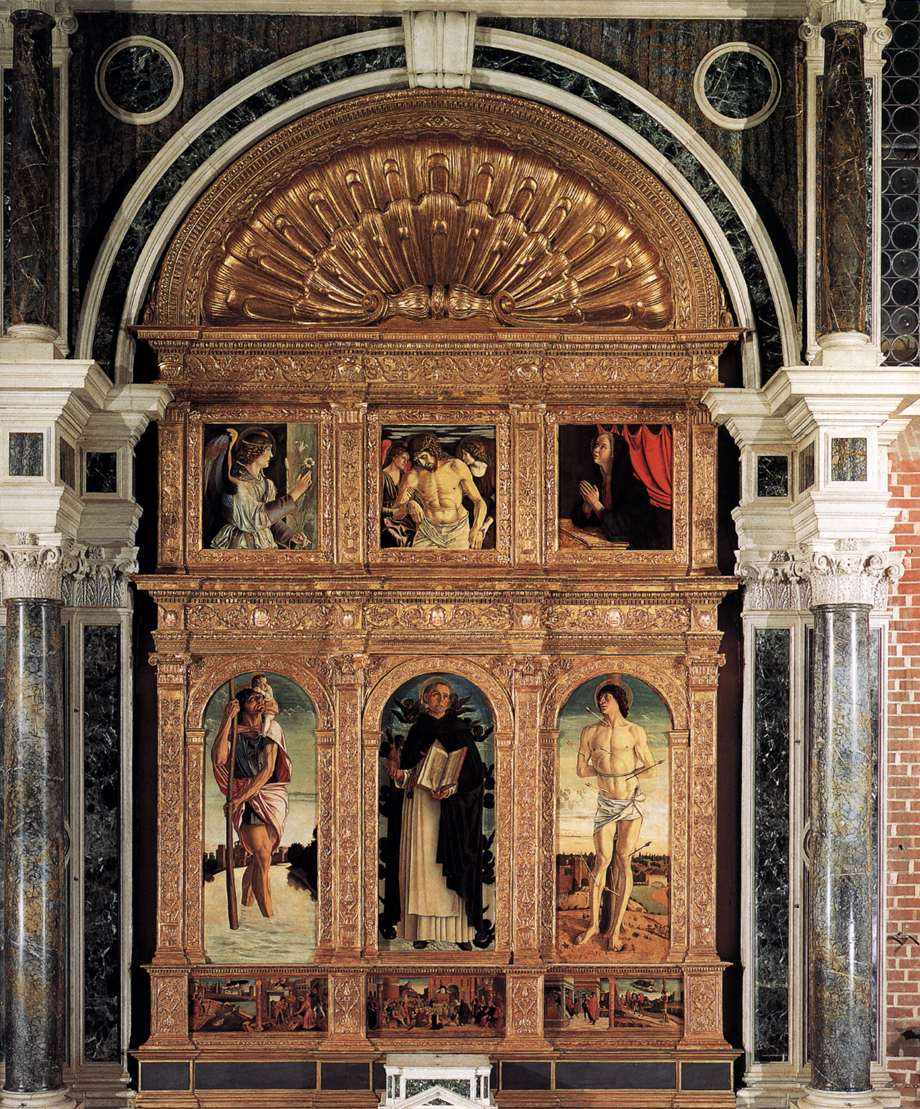
Polipticul lui San Vincenzo de Ferrieri din biserica Santi Giovanni e Paolo, San Zanipolo

Prima mențiune documentară despre Giovanni Bellini se găsește într-un document din anul 1459, în care artistul apare în calitate de martor la un proces. Din acest document rezultă faptul că Giovanni locuia în „casa de lângă Podul Rialto”, chiar în centrul comercial al Veneției.
În 1450 Giovanni are deja propriul lui atelier, la parohia San Lio. Lucrează împreună cu fratele său la câteva opere. Prima comandă serioasă o primește în anul 1464, când trebuie să realizeze un poliptic pentru Biserica dei Santi Giovanni e Paolo (San Zanipolo) din Veneția. Opera a terminat-o prin anul 1468.
În anul 1470 moare Jacopo Bellini. Singurul moștenitor al atelierului este fiul cel mai mare, Gentile. Specialiștii și cercetătorii presupun că Gentile a fost fiul legitim al lui Jacopo Bellini, nu și Giovanni. Dovezi sigure ale acestei presupuneri nu s-au găsit, încă, dar presupunerea se bazează pe faptul că  Anna, soția lui Jacopo nu l-a nominalizat și pe Giovanni alături de ceilalți fii în testamentul din anul 1471. În schimb, Giovanni se bucură de o popularitate tot mai mare în Veneția și, în 1479, primește sarcina să decoreze marea sală de consiliu din Palatul Dogilor, înlocuind-ul astfel pe  fratele său Gentile care plecase într-o lungă călătorie oficială la Constantinopol. Onorariul anual al lui Giovanni Bellini este optsprezece ducați, în plus artistului i se acordă și "senseria", un fel de privilegiu care îi asigură o sursă de venit permanentă, ca o rentă viageră. În 1483, Bellini este numit oficial, pictor al Republicii Veneția și astfel este scutit de plata dărilor pentru breasla pictorilor. Acest post fusese deținut înaintea sa către Gentile Bellini, vreme de zece ani.
Despre viața personală a pictorului nu se știe prea mult. Se căsătorește destul de târziu, în jurul anului 1485, când avea mai mult de 50 de ani, cu Ginevra Bocheta, cu care va avea un copil. Ginevra moare însă trei ani mai târziu și curând după aceea moare și singurul lor fiu.
Arta lui Bellini datorează mult culturii dale umaniste și numeroaselor legături ale artistului cu alți creatori. În anul 1475, sosește la Veneția din Sicilia pictorul Antonello da Messina, al cărui stil cu o precizie deosebită în redarea fidelă a realității are o influență puternică supra picturii lui Giovanni Bellini. Albrecht Dürer vizitează Veneția în anul 1506 și vorbește cu mare entuziasm despre colegul său din Veneția: "Deși nu mai este tânăr, el este cel mai bun dintre toți pictorii". Bellini este în relații apropiate cu pictorii școlii din Padova. Și oamenii de cultură contemporani lui l-au influențat. Cercului său de cunoscuți aparține - printre alții - și poetul Pietro Bembo (1470-1547), mulțumită căruia Bellini face cunoștință cu unul din cei mai importanți clienți ai săi, Isabella D'Este Gonzage. Asupra operei lui Bellini au o influență mare și reflecțiile filosofice ale gânditorului umanist Lorenzo Vallo (1407-1457).
În 1507, moare fratele său Gentile Bellini. Giovanni moștenește de la el caietele cu schițe ale tatălui lor, care îl inspiră la înnoirea stilului propriu. În același an termină ultimele picturi din sala de consiliu a Palatului Dogilor. În această perioadă, în atelierul lui Bellini lucrează pictori tineri, ca Tițian și Giorgione, care îl ajută la unele din opere. 
Giovanni Bellini moare în ziua de 29 noiembrie 1516, în orașul său natal, Veneția. Este înmormântat în cimitirul de lângă Biserica Santi Giovanni e Paolo.

## Opere (Galerie selectivă)
O listă completă cu operele lui Giovanni Bellini se găsește în versiunea italiană Arhivat în 17 februarie 2009, la Wayback Machine. a articolului.

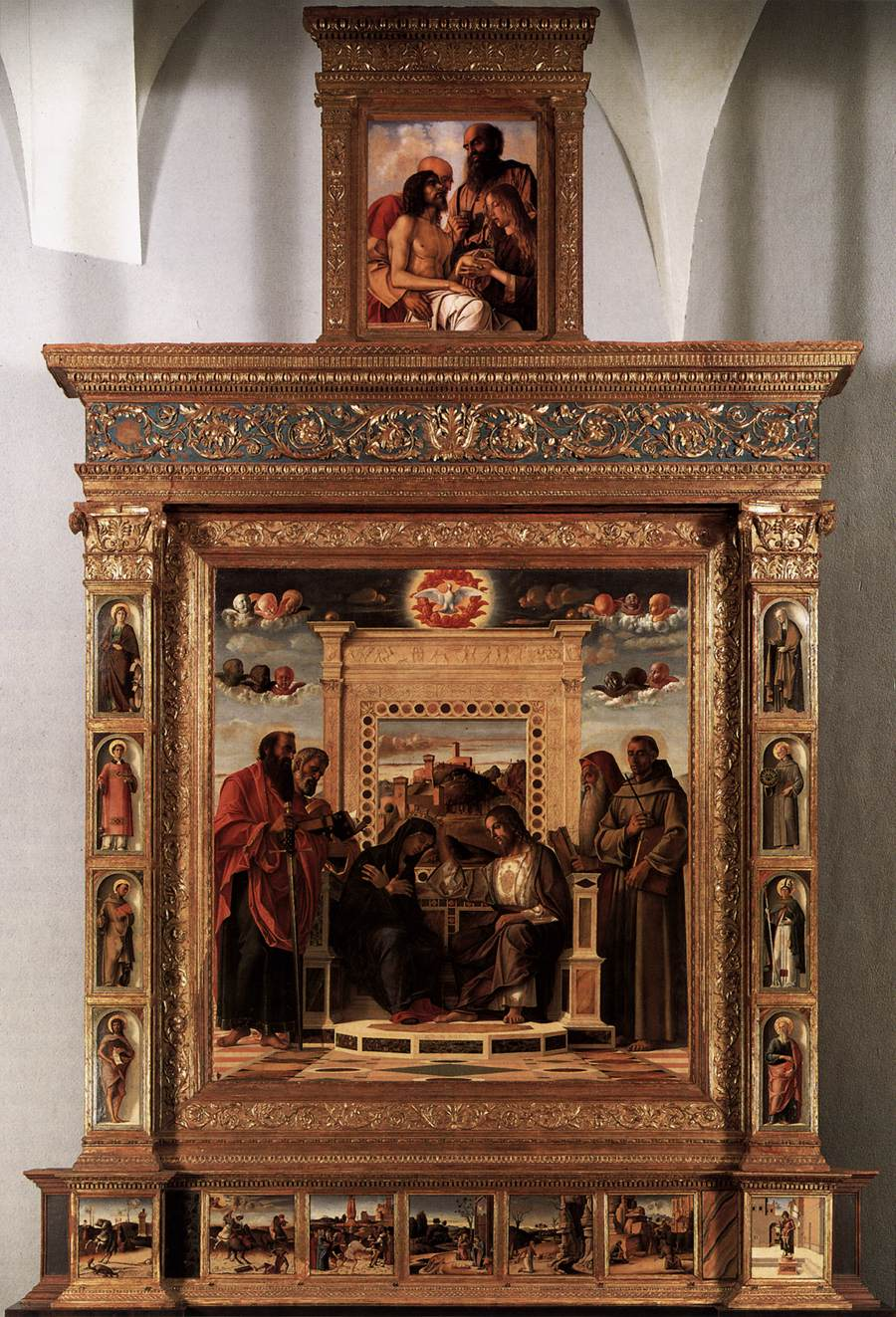
Incoronazione della Vergine ("Încoronarea Fecioarei") - Panoul central al retabulum-ului altarului bisericii San Francisco din Pesaro, 1471-1474

"Pietà" este una dintre una dintre primele capodopere ale lui Giovanni Bellini. Luând în considerație perfecțiunea artistică și stilul operi, specialiștii fixează data picturii în jur de 1465. Personajele ocupă aproape toată suprafața tabloului, lăsând libere doar câteva mici spații ocupate de peisaj. Toate acestea se integrează armonios și formează un fel de cadru în jurul trupului palid al lui Christos.
Cea mai important operă a lui Giovanni Bellini de la mijlocul anilor '70 este pictura destinată altarului bisericii San Francisco din Pesaro, reprezentând "Încoronarea Fecioarei", executată la comanda seniorului din Pesaro, Alessandro Sforza. Două sunt motivele pentru care această pictură are o asemenea semnificație remarcabilă. Pe de o parte, pictorul atinge cu această creație o maturitate pe care nu o întâlnisem în picturile sale anterioare, pe de altă parte, este prima pictură de altar de mari dimensiuni pictată în ulei, procedeu puțin răspândit la Veneția. Caracterul majestos al tabloului se datorează și dimensiunilor sale de aproape 3 x 5 metri. Bellini a așezat scena principală pe un fundal cu peisaj și a încadrat-o între elementele arhitecturale cu forme geometrice perfecte, elaborate cu măiestrie. Scena este înconjurată de opt picturi laterale reprezentând opt sfinți, iar în parte de jos se pot vedea șapte scene din viața acelorași sfinți, printre care, a șasea scenă îl reprezintă pe "Sfântul Francisc primind stigmatele".
Pictura intitulată "Trasfigurazione di Cristo" ("Schimbarea la față", cca. 1480), care se află astăzi în Galleria Nazionale di Capodimonte din Neapole, provine din Vicenza, de pe altarul capelei catedralei Fiocardo. Bellini a pictat mai multe tablouri reprezentând schimbarea la față a Domnului, dar numai trei dintre acestea s-au păstrat până astăzi. Cu această temă artistul face referire la arta bizantină, care a avut o mare influență asupra tatălui său, stilul operei prezentată aici este însă deja caracteristic lui Giovanni Bellini. Se observă, de exemplu, soluțiile plastice utilizate de Giovanni Bellini, cum ar fi hotarul care desparte sfera sacrului de sfera profanului, accentuând totodată puternica legătură dintre elementul ceresc și cel pământesc, scena cu caracter univoc religios se integrează în peisajul real.

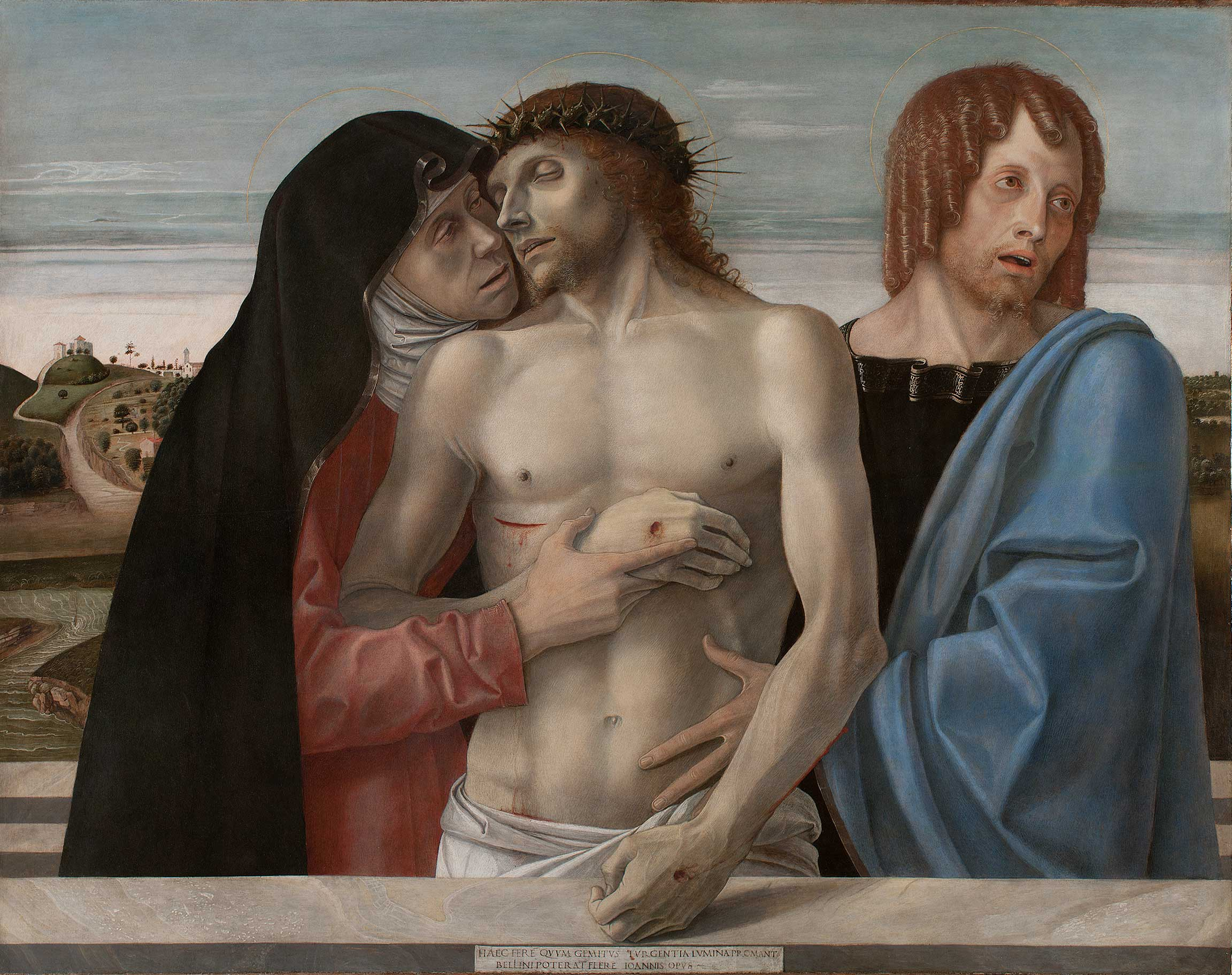
Pietà, 1465, Pinacoteca di Brera, Milano
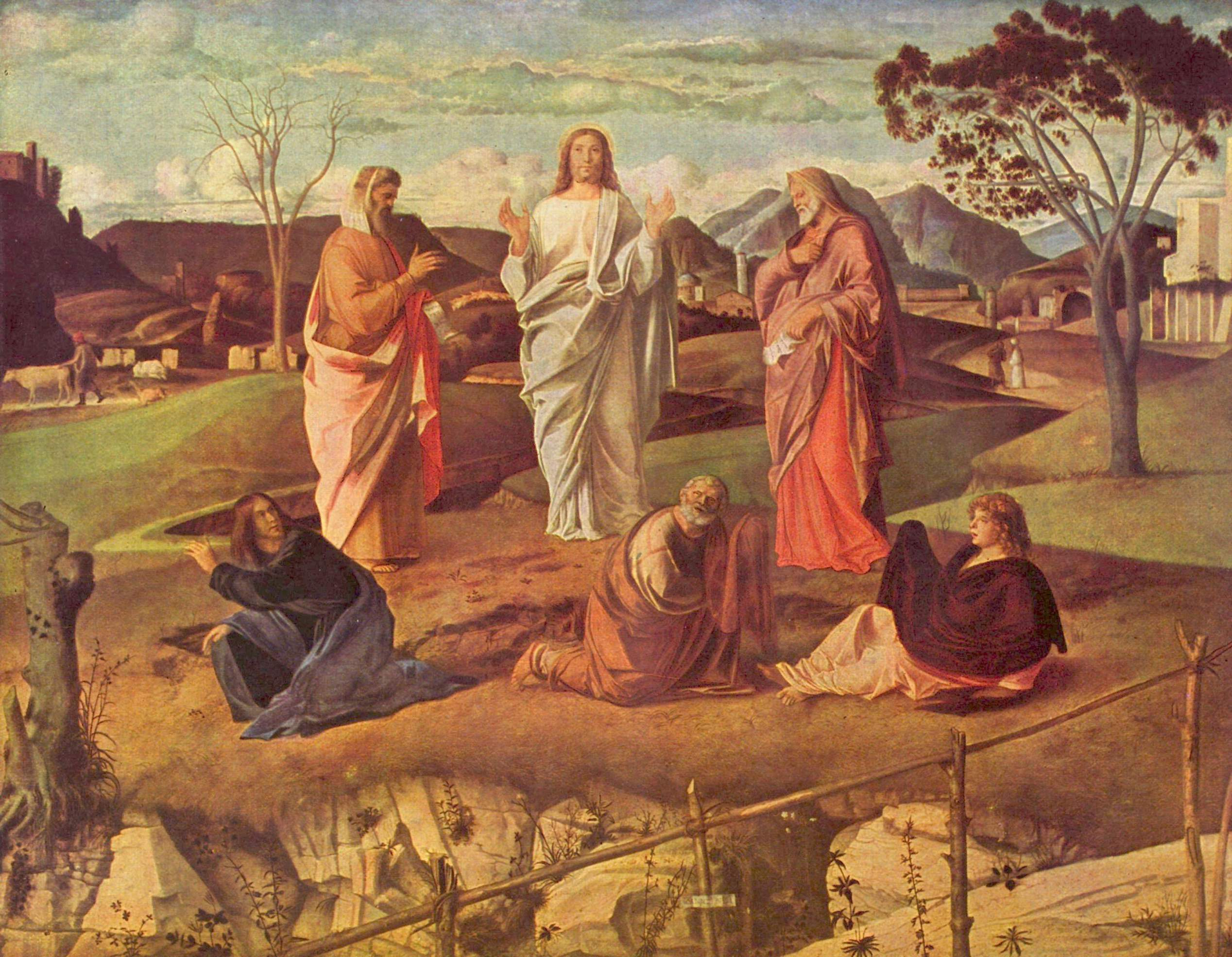
Schimbarea la faţă, 1480, Galleria Nazionale Capodimonte, Milano
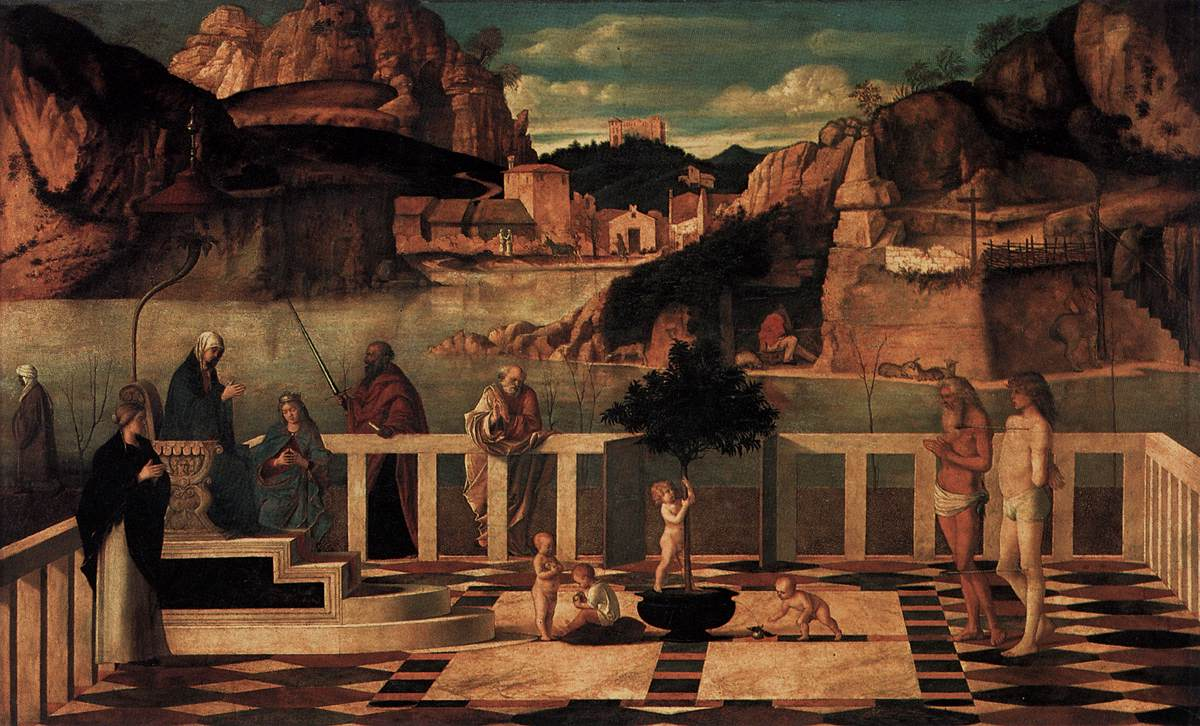
Alegorie sacră, 1500, Galleria degli Uffizi, Florenţa
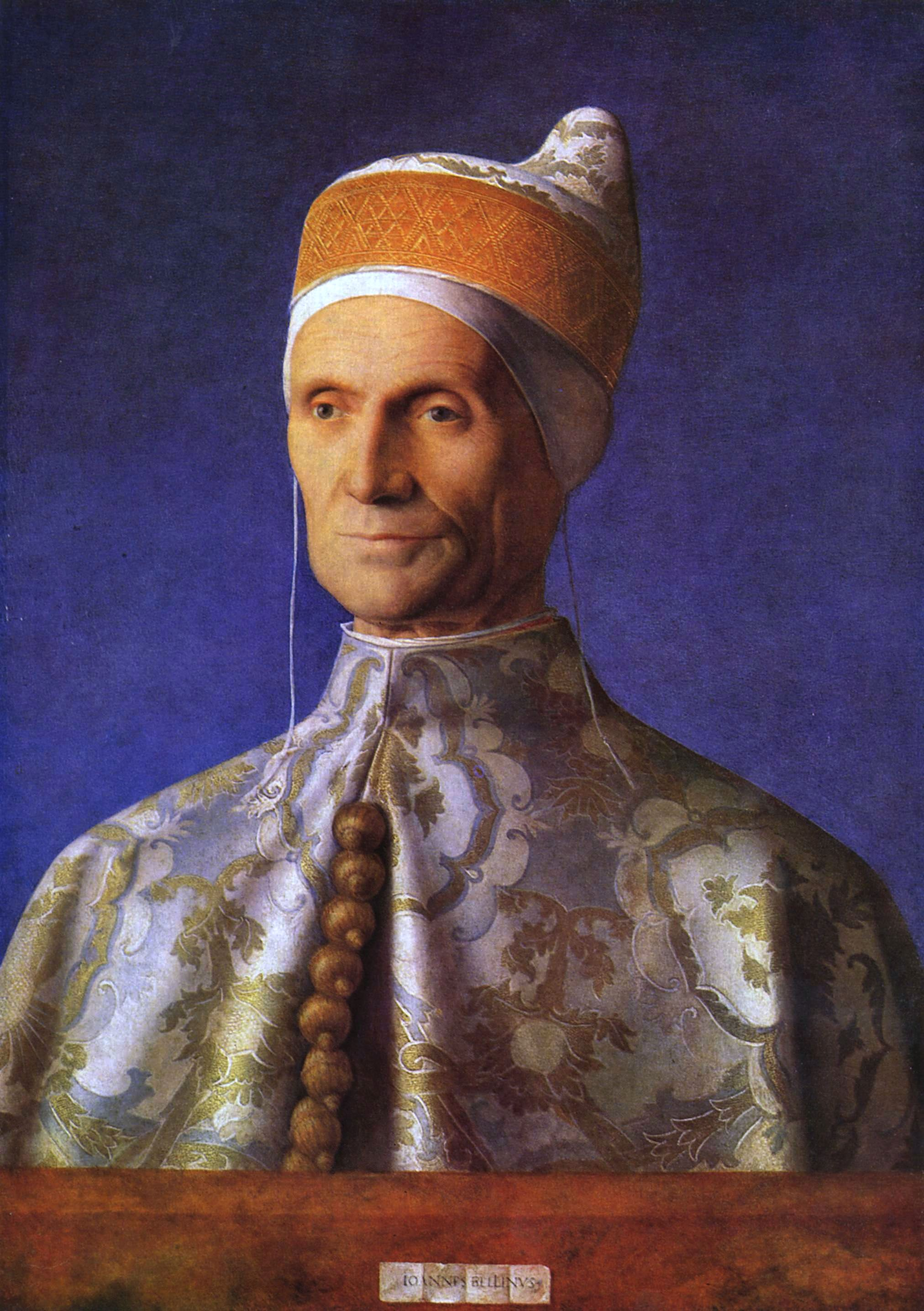
Portretul dogelui Leonardo Loredan, 1501, National Gallery, Londra

Pictura cu titlul "Alegorie sacră", atribuită mai de mult lui Giorgione, este astăzi considerată univoc operă a lui Bellini. Tabloul a fost cumpărat de Isabella d'Este, probabil în jurul anului 1500, pentru reședința ei din Mantova. Datorită acestui tablou, Bellini intră în rândul celor mai mari maeștri ai picturii. Artistul lasă deoparte scenele religioase tradiționale, care până atunci i-au dominat temele, pentru a crea picturi cu totul alegorice, complexe și foarte personale, rezultat al culturii umaniste și tratatelor teologice din Veneția sfârșitului de secol al XV-lea. Interpretarea Alegoriei a dat naștere la multe contradicții. Potrivit aprecierii general acceptate ar fi vorba de interpretarea plastică a întrupării Fiului lui Dumnezeu. Pictura dovedește faptul că artistului venețian nu i-a fost străină pictura lui Leonardo da Vinci. Bellini reușește să creeze o atmosferă pașnică care nu atenuează forța expresivă a personajelor și a peisajului, în perfectă armonie cu repartiția culorilor.
Giovanni Bellini a pictat multe portrete, dobândind cunoștințe profesionale atât de vaste în acest gen, încât tablourile sale vor juca un rol important în secolul următor în apariția portretisticii ca modă la Veneția. Faptul că cineva își comanda un portret indica în secolul al XV-lea o anume demnitate și un rang social. Acest fapt este demonstrat și de portretul dogelui Leonardo Loredan, unul dintre cele mai reușite portrete ale lui Bellini, în care artistul îl prezintă extrem de concentrat și într-o poziție solemnă. Personajul este pictat ca bust în stil sculptural, inspirat de operele lui Donatello și de creațiile sculptorilor din Roma. 
Pictura "Buna Vestire" (Vergine Annunziata, cca. 1500), compusă din două fragmente simetrice, a fost destinată bisericii Santa Maria dei Miracoli din Veneția pentru un diptic. Pentru a armoniza pictura cu spațiul înconjurător, Bellini a pictat decorația de marmoră a bisericii. Artistul face dovada talentului său prin așezarea în spațiu a personajelor și a obiectelor, precum și prin aplicarea tehnicii perspectivei. Din simetria tablourilor se poate trage concluzia că pictorul a lucrat deodată pe două pânze ridicate una lângă cealaltă. 

Buna Vestire, 1500, Galleria dell'Accademia, Veneţia
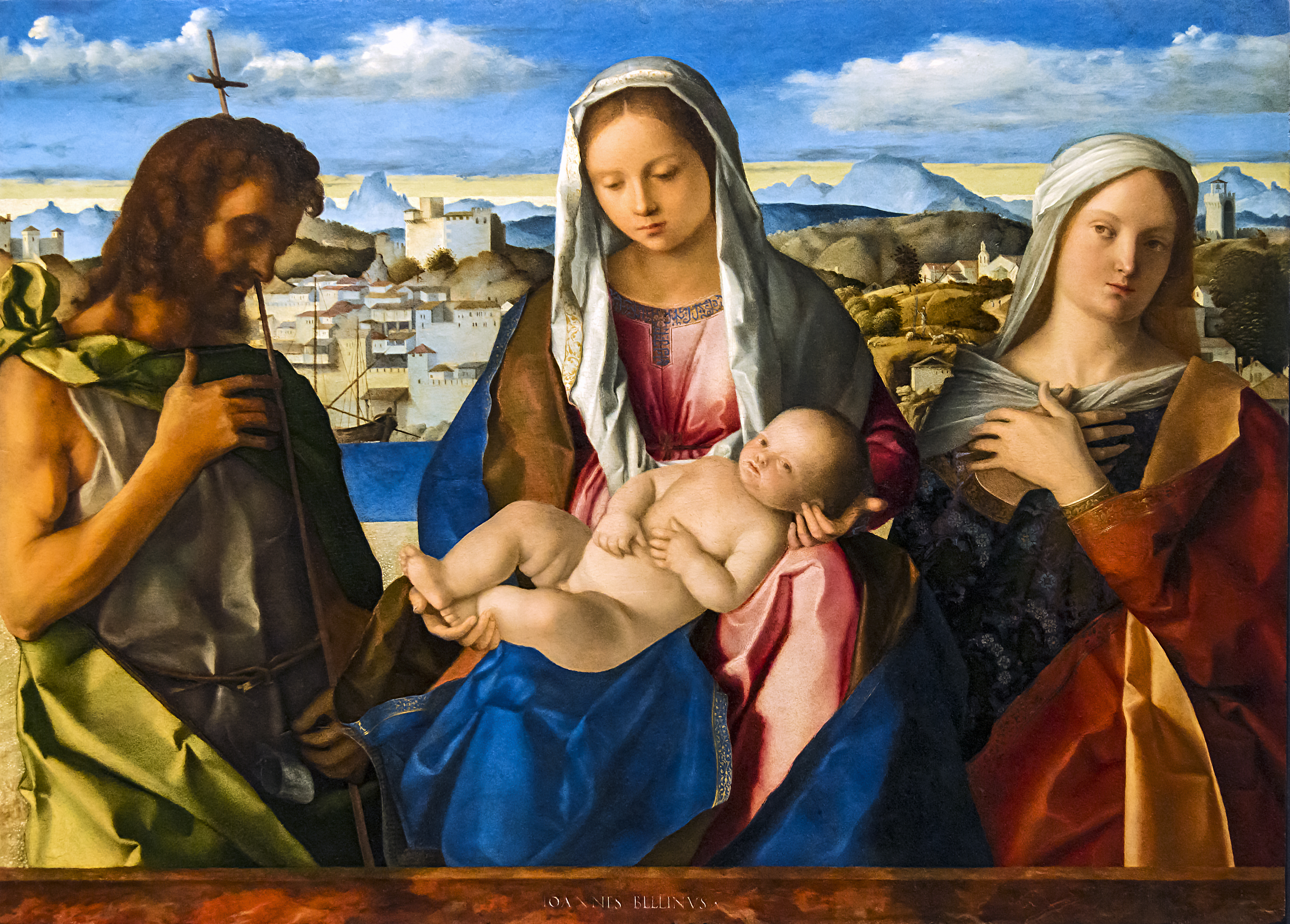
Sacra conversazione, 1504, Galleria dell'Accademia, Veneţia
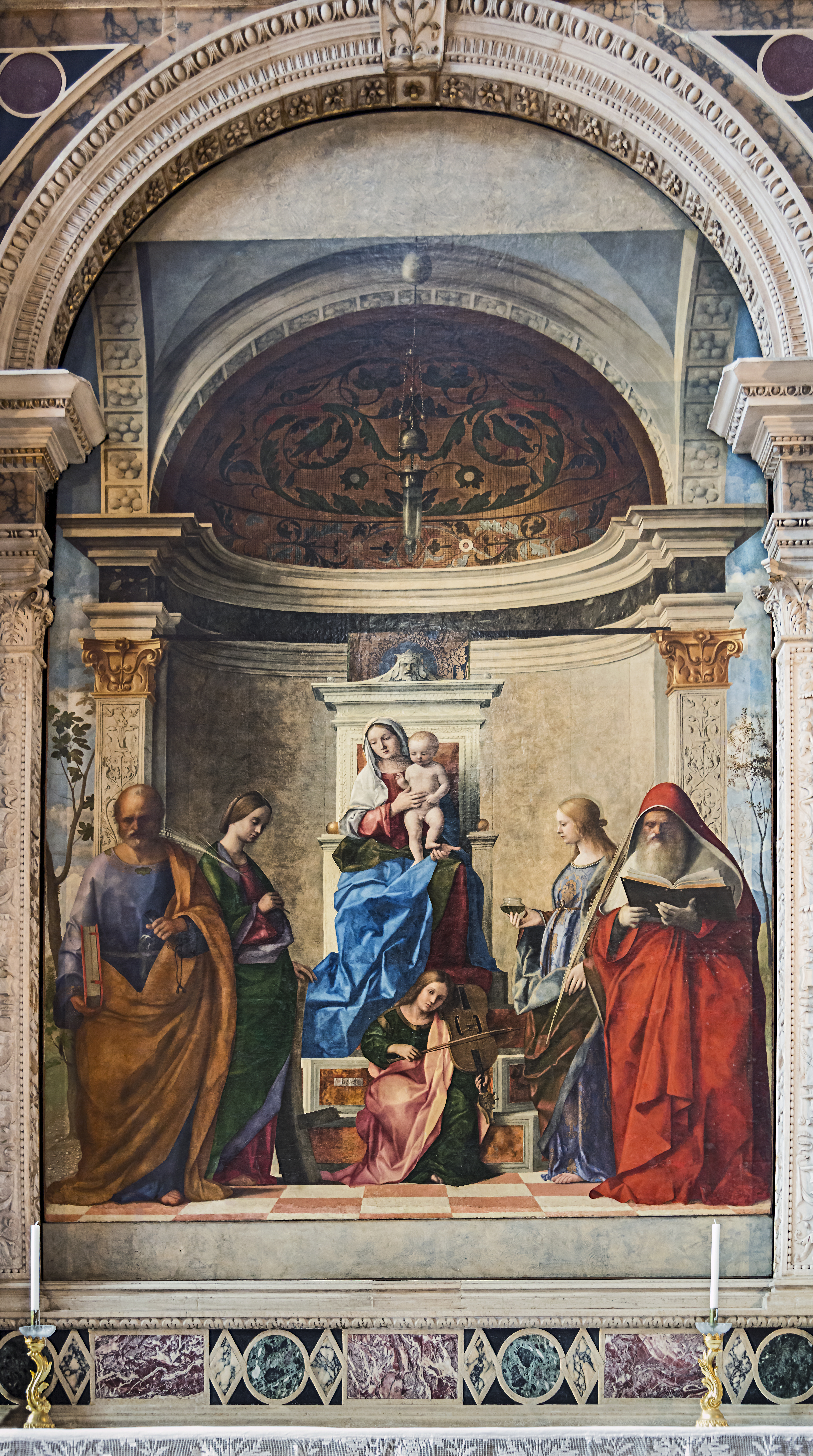
Madonna cu Pruncul, 1505, Altarul bisericii San Zaccario, Veneţia
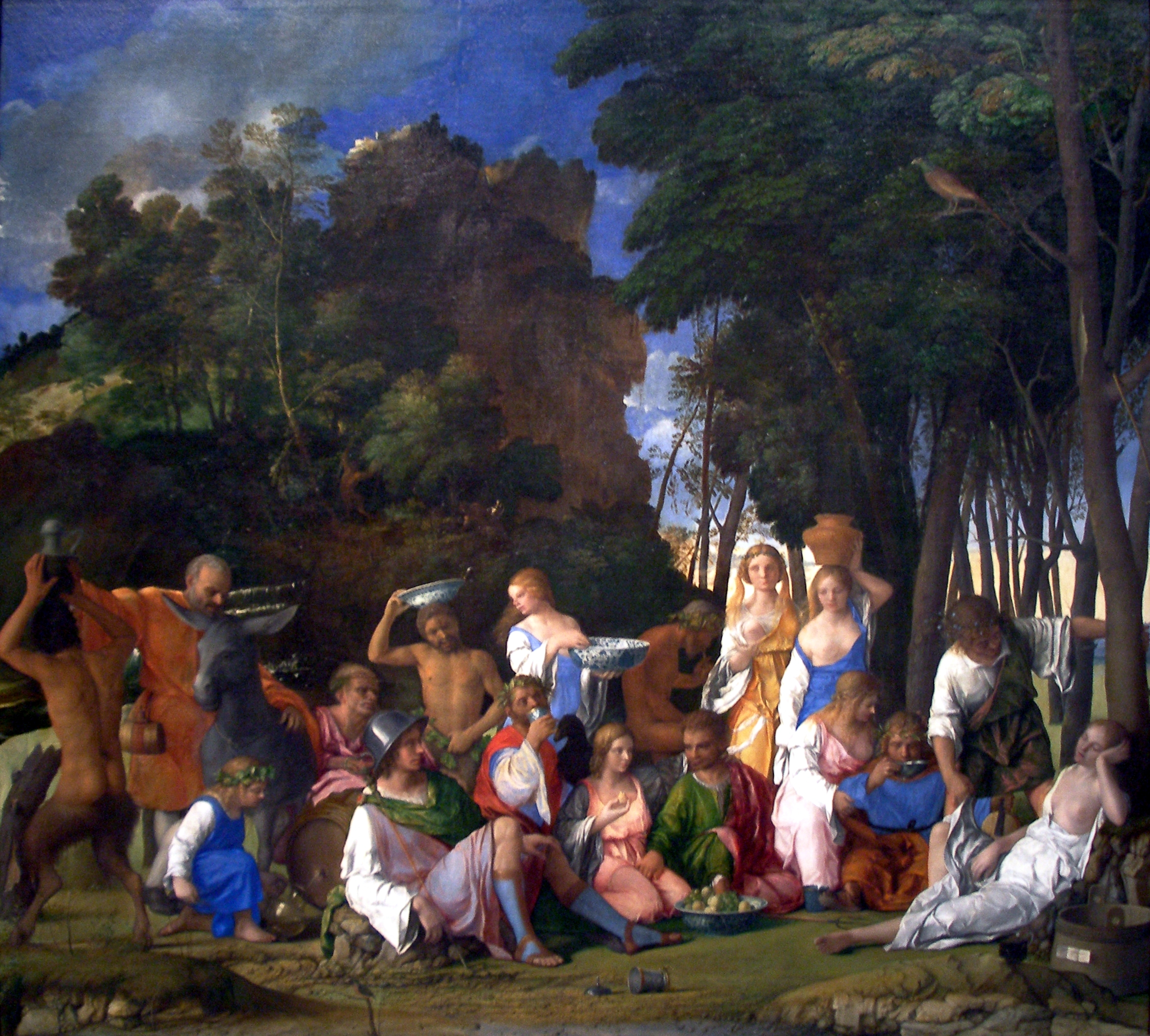
Festinul zeilor, 1514, National Gallery of Art Washington

Armonia cromatică a picturii "Sacra Conversazione" (sau "Madonna cu Pruncul între Ioan Botezătorul și o sfântă", cca. 1504) face referire la perioada târzie de creație a maestrului venețian. La pictarea acestui tablou, Bellini utilizează culori puternice și vii: roșu aprins, nuanțe vii de albastru și de galben. Fiecare personaj primește dimensiuni monumentale datorită peisajului din fundal, care prin culorile sale restrânse, monotone, contrastează expresivitatea personajelor.

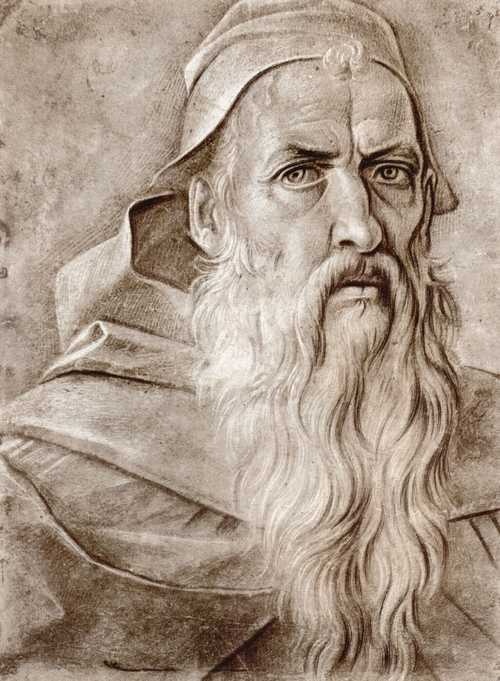
Giovanni Bellini: Cap de bătrân, desen cca. 1480, Windsor Castle Royal Gallery

"Madonna cu Pruncul" (1505) fusese la început destinată altarului San Girolamo, care astăzi nu mai există. În timpul războaielor napoleoniene soldații francezi au desfăcut altarul și au dus tabloul în Franța. Acolo a fost desprins de pe placa de lemn și a fost transpus pe pânză. Este readus în biserica San Zaccario în 1815 și este restaurat în 1835. Arhitectura, perspectiva și compoziția întregului tablou sunt obiecte de deosebită admirație. Tabloul este o creație care se încadrează deja în stilul secolului al XVI-lea: personajele și obiectele nu mai sunt legate prin linia rigidă a contururilor, ci lumina modelează corpurile și formele arhitectonice care le înconjoară.
"Festinul zeilor" este unul din ultimele tablouri ale lui Giovanni Bellini. Pictura a fost executată pentru prințul din Ferrara, Alfonso I d'Este. Se știe că în anul 1529 Tiziano i-a făcut unele corecturi. Tabloul este ilustrarea unei scene mitologice cu privire la Priapus, așa cum o povestește Ovidiu în calendarul său poetic numit "Fasti". Bellini zugrăvește cu iscusință profesională perfectă figurile, cutele bogate ale veșmintelor și peisajul. Culorile par mai orbitoare decât în operele anterioare. Scena este iluminată din două puncte diferite - metodă des întâlnită la Bellini: prima sursă de lumină este situată deasupra copacilor din partea dreaptă, în schimb zeii sunt luminați frontal.
Desenul "Cap de bătrân" (cca. 1480) demonstrează măiestria deosebită a lui Giovanni Bellini, egalând perfecțiunea desenelor lui Leonardo da Vinci.

## Discipolii lui Bellini
Giovanni Bellini deschide noi orizonturi în pictura renascentistă venețiană. Creația sa a lăsat urme în operele multor alți pictori care au pornit pe urmele lui. Dintre cei mai talentați artiști ai noii generații sunt de amintit Alvise Vivarini (1446-1505), Lorenzo Lotto (1480-1556), Giorgione (1477-1510) și Tiziano (1488-1570). Toți au trecut prin atelierul lui Bellini. Cel mai important discipol al său este Tiziano, care preia după moartea lui Bellini titlul de pictor oficial al Republicii Veneția.
Influența lui Bellini depășește granițele Italiei și hotarele secolului al XV-lea. Siguranța și claritatea realizărilor lui Bellini le regăsim în unele din pânzele lui Eugène Delacroix (1798-1863); Edgar Degas (1834-1917) pictează o copie după "Alegoria sacră".